# Pig Tail Bridge
Le Pig Tail Bridge est un pont américain situé dans le comté de Custer, dans le Dakota du Sud.  Protégé au sein du parc national de Wind Cave, ce pont routier en spirale est inscrit au Registre national des lieux historiques depuis le 7 avril 1995.